# جویدو پلا
 جویدو پلا (انگلیسی: Guido Pella؛ زاده ۱۷ مهٔ ۱۹۹۰) یک تنیس‌باز اهل آرژانتین است. 